# Oskar Krapf
Oskar „Ossi“ Krapf (* 22. Juni 1922 in Rottendorf; † 4. März 1996) war ein deutscher Maler und Grafiker. Krapf betätigte sich vor allem als Wappenkünstler. 

## Leben
Oskar Krapf wurde am 22. Juni 1922 in der nahe Würzburg gelegenen Gemeinde Rottendorf geboren. Sein Vater führte eine Wein-Bäck. Als Jugendlicher wurde er eingezogen und kämpfte im Zweiten Weltkrieg. Er geriet in englische und später kanadische Kriegsgefangenschaft. Nach dem Krieg erhielt er eine Zeichenausbildung durch die Würzburger Künstler Heiner Dikreiter und Willi Greiner. Anschließend besuchte Krapf vier Jahre lang die Münchener Akademie der Bildenden Künste, wo er insbesondere Grafikunterricht erhielt. Hier gehörte Emil Preetorius zu seinen Lehrern. In München wurde Krapf mit ersten Preisen ausgezeichnet.
Nach seiner Rückkehr nach Würzburg wurde Krapf Leiter des Grafikateliers einer lokalen Großdruckerei. In dieser Zeit entstanden Wein-Etiketten und weitere Gebrauchsgrafiken. Nach einigen Jahren gelang es Oskar Krapf, der allgemein unter dem Namen „Ossi Krapf“ bekannt wurde, sich mit einem Atelier in Rottendorf selbstständig zu machen. Krapf schuf in den folgenden Jahren Großbilder im öffentlichen Raum genauso wie Plakate, Landkarten, Ehrenurkunden und Kalenderblätter. Im Zuge der Gemeindegebietsreform in Bayern spezialisierte sich der Künstler in den 1970er Jahren zunehmend auf die Heraldik und schuf Orts- und Gemeindewappen nach historischen Vorbildern. Oskar „Ossi“ Krapf starb am 4. März 1996.

## Mitgliedschaften
- Hetzfelder Flößerzunft
- Frankenbund

## Werke (Auswahl)
Krapfs zeichnerische Arbeiten zeigen häufig Sehenswürdigkeiten aus Unterfranken, wie Kirchen, Stadttore und Hausensembles. Deswegen wurden sie immer wieder in heimatkundlichen Publikationen wie dem Frankenland als Organ des Frankenbundes oder dem Jahrbuch im Bannkreis des Schwanbergs veröffentlicht. Daneben war Krapf immer wieder als Heraldiker und Kartenmaler tätig.
Heraldik
- 1962: Wappen von Rottendorf

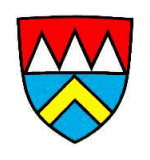
Wappen von Rottendorf

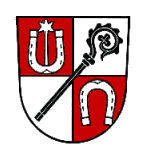
Wappen von Eisenheim

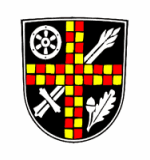
Wappen von Hausen bei Aschaffenburg

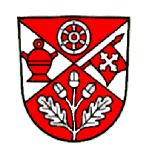
Wappen von Eichenbühl

- 1970: Wappen von Wülfershausen an der Saale
- 1973: Wappen von Rimpar
- 1975: Wappen von Himmelstadt
- 1976: Wappen des Landkreises Rhön-Grabfeld[3]
- 1977: Wappen von Theilheim
- 1978: Wappen von Wipfeld
- 1980: Wappen von Grafenrheinfeld
- 1980: Wappen von Reichenberg (Unterfranken)
- 1980: Wappen von Röthlein
- 1980: Wappen von Tauberrettersheim
- 1980: Wappen von Unsleben
- 1981: Wappen von Heimbuchenthal
- 1981: Wappen von Sonderhofen
- 1982: Wappen von Dettelbach–Euerfeld
- 1982: Wappen von Eisenheim
- 1982: Wappen von Kolitzheim
- 1982: Wappen von Neunkirchen (Unterfranken)
- 1982: Wappen von Waigolshausen
- 1983: Wappen von Michelau im Steigerwald
- 1983: Wappen von Rödelmaier
- 1983: Wappen von Schwarzach am Main
- 1983: Wappen von Trappstadt
- 1986: Wappen von Mespelbrunn
- 1987: Wappen von Eibelstadt
- 1988: Wappen von Güntersleben
- 1988: Wappen von Hausen (bei Aschaffenburg)
- 1989: Wappen von Geroldshausen
- 1991: Wappen von Biebelried
- 1992: Wappen von Sennfeld
- 1994: Wappen von Hausen bei Würzburg
- 1995: Wappen von Eichenbühl

Illustrationen
- Heribert Schenk, Hainlein Robert: Die Bocksbeutelstraße. Karte. Würzburg 1955.
- Hans Schneider: Würzburg. Karte. Fremdenverkehrs- und Kulturamt der Stadt Würzburg, Würzburg 1968.
- Ossi Krapf: Der neue Landkreis Würzburg. Karte. Würzburg 1973.
- Hans J. Wissmann: Stadt Treuchtlingen. Karte. Treuchtlingen 1973.
- Michael Meisner: Mit Weinverstand durchs Frankenland, illustriert von Ossi Krapf. Stürtz, Würzburg 1976. Mehrere Auflagen.
- Hanswernfried Muth: Würzburg. Stadtplan für Gäste. Fremdenverkehrsamt Würzburg, Würzburg 1990.